# Fabbroni (månekrater)
Fabbroni er et lille nedslagskrater på Månen. Det befinder sig på Månens forside og er opkaldt efter den italienske kemiker Giovanni V. M. Fabbroni (1752 – 1822).
Navnet blev officielt tildelt af den Internationale Astronomiske Union (IAU) i 1976. 
Før det blev omdøbt af IAU, hed dette krater "Vitruvius E". 

## Omgivelser
Fabbronikrateret ligger langs den nordlige rand af Mare Tranquillitatis i den østlige side af den åbning, hvor maret slutter sig til Mare Serenitatis mod nord. Mod sydøst ligger Vitruviuskrateret.

## Karakteristika
Fabbroni er et cirkulært krater med et konisk indre, fordi de indre kratervægge skråner jævnt ned mod en lille kraterbund i midten. Den nordlige rand af krateret ligger langs den sydøstlige side af bjerget Mons Argaeus.

## Måneatlas
- Billeder af Fabbronikrateret i LPI-måneatlasset